# Jerzy Borowy
Jerzy Borowy – polski koszykarz, multimedalista mistrzostw Polski.

## Osiągnięcia

### Zawodnicze
- Mistrz Polski (1958)
- Wicemistrz Polski (1961)
- Brązowy medalista mistrzostw Polski (1959)
- Uczestnik rozgrywek Final Four Pucharu Europy Mistrzów Krajowych (1958/1959 – 3. miejsce)[1]